# Катастрофа Boeing 737 в Перми
Катастрофа Boeing 737 в Перми — крупная авиационная катастрофа, произошедшая ранним утром в воскресенье 14 сентября 2008 года. Авиалайнер Boeing 737-505 авиакомпании «Аэрофлот-Норд» выполнял плановый регулярный внутренний рейс SU821 по маршруту Москва—Пермь, но при заходе на посадку рухнул на землю в 11 километрах от аэропорта Перми. Погибли все находившиеся на его борту 88 человек — 82 пассажира и 6 членов экипажа.
Основными причинами катастрофы стали потеря пространственной ориентировки экипажем из-за сильной усталости, плохое взаимодействие между пилотами и алкогольное опьянение командира экипажа.
Катастрофа рейса 821 стала крупнейшей катастрофой в истории самолёта Boeing 737-500 (после катастрофы под Мокпхо), второй по масштабам авиакатастрофой 2008 года (после катастрофы MD-82 в Мадриде), а также первой катастрофой Boeing 737 на территории России.

## Сведения о рейсе 821

### Самолёт
Boeing 737-505 (регистрационный номер VP-BKO, заводской 25792, серийный 2353) был выпущен в 1992 году (первый полёт совершил 22 августа). Оснащён двумя турбовентиляторными двигателями CFM International CFM56-3C-1. Владельцем самолёта являлась компания «ARN 737 Limited» (Бермудские острова). Эксплуатировался авиакомпаниями:
- Braathens — с 8 по 24 сентября 1992 года (борт LN-BRW),
- Xiamen Airlines — с 24 сентября 1992 года по 12 марта 1993 года,
- China Southwest Airlines[англ.] — с 12 марта 1993 года по 1 марта 2003 года,
- Air China — с 1 марта 2003 года по 29 мая 2008 года (во всех летал под постоянным б/н B-2591).

29 мая 2008 года был взят в лизинг авиакомпанией «Аэрофлот-Норд» на период с 28 июля 2008 года по 21 марта 2013 года, в которой получил бортовой номер VP-BKO. Лизингодателем являлась компания «Pinewatch Limited» (Ирландия). На день катастрофы 16-летний авиалайнер совершил 35 104 цикла «взлёт-посадка» и налетал 44 533 часа.

### Экипаж и пассажиры
Состав экипажа рейса SU821 был таким:
- Командир воздушного судна (КВС) — 34-летний Родион Михайлович Медведев. Опытный пилот, управлял самолётами Ан-2 (в Краснокутском лётном училище) и Ту-134 (в должности второго пилота). В должности командира Boeing 737 — с 8 февраля 2008 года (до этого управлял им в качестве второго пилота). Налетал свыше 3900 часов, свыше 1190 из них на Boeing 737 (477 из них в качестве КВС).
- Второй пилот — 43-летний Рустем Рафаилович Аллабердин. Опытный пилот, также (как и КВС) управлял самолётами Ан-2 (вторым пилотом, затем КВС) и Ту-134 (вторым пилотом). В должности второго пилота Boeing 737 — с 6 марта 2008 года. Налетал свыше 8900 часов, 236 из них на Boeing 737.

В салоне самолёта работали четыре стюардессы:
- Анна Дмитриевна Широкова, 22 года. Налетала 1822 часа.
- Тамара Викторовна Норицына, 23 года. Налетала 982 часа.
- Анна Юрьевна Яковлева, 27 лет. Налетала 653 часа.
- Ольга Васильевна Кучма, 26 лет. Налетала 525 часов.

| Гражданство | Пассажиры | Экипаж | Всего |
| ----------- | --------- | ------ | ----- |
| Россия      | 61        | 6      | 67    |
| Азербайджан | 8         | 0      | 8     |
| Украина     | 5         | 0      | 5     |
| Беларусь    | 1         | 0      | 1     |
| Франция     | 2         | 0      | 2     |
| Латвия      | 1         | 0      | 1     |
| Германия    | 1         | 0      | 1     |
| Италия      | 1         | 0      | 1     |
| Китай       | 1         | 0      | 1     |
| Узбекистан  | 1         | 0      | 1     |
| Всего       | 82        | 6      | 88    |

Среди пассажиров на борту самолёта находились:
- Геннадий Трошев, генерал-полковник, советник Президента России, Герой России.
- Владимир Погодин, первый вице-президент Всероссийской федерации самбо России.
- Сергей Ижболдин, мастер спорта международного класса по велоспорту.
- Александр Трофимов, мастер спорта международного класса по борьбе самбо.

Всего на борту самолёта находились 88 человек — 6 членов экипажа и 82 пассажира (в том числе 7 детей).
5 пассажиров, опоздавших на рейс 821, были доставлены сотрудниками аэропорта на Ярославский вокзал и отправлены в Пермь поездом.

## Хронология событий

### Предшествующие обстоятельства
Рейс SU821 вылетел из Москвы в 01:12 по местному времени. Здесь и далее указано Екатеринбургское время — YEKT, и взял курс на Пермь, на его борту находились шесть членов экипажа и 82 пассажира. Полёт проходил ночью в облаках.
В 04:49 при подходе к Перми экипаж приступил к снижению. После доклада о пролёте контрольной точки «Менделеево» экипаж получил указание продолжать снижение до 2700 метров по стандартной схеме МН 4Б, предусматривающей полёт на курсе 112° до четвёртого разворота на ВПП № 03, затем полёт с курсом захода 32° до ДПРМ, затем левый разворот на курс 3°; с выходом к третьему развороту для захода на ВПП № 21. Это решение было сделано с целью обеспечить взлёт самолёта Airbus A319 авиакомпании Lufthansa (рейс LH3209 Пермь—Нижний Новгород—Франкфурт-на-Майне) с ВПП № 03. Это вызвало замешательство в экипаже, так как он готовился к заходу по другой, более короткой схеме МН 4А, которая была внесена в систему управления полётом FMS.
В 04:51, на просьбу КВС: Курс дайте!, диспетчер подхода ответил: Курс на привод, фактически отменив своё решение о заходе на посадку по схеме МН 4Б. При этом диспетчер не уточнил, на какую ВПП экипаж затем должен будет сажать самолёт. Экипаж некоторое время продолжал полёт курсом 85°, предусмотренным схемой МН 4А, а затем изменил его на 108°. Фактически, командир сам назначил себе схему захода, которая не соответствовала ни одной из установленных схем.

### Заход на посадку
Продолжая снижение, экипаж занял высоту 2700 метров и по указанию диспетчера перешёл в горизонтальный полёт. В этот момент ошибка в определении текущего местоположения бортовым компьютером FMC достигла 4,5 километра из-за неточного ввода вторым пилотом при подготовке к взлёту координат в инерциальную навигационную систему (IRS), погрешностей работы системы и невозможности коррекции определения текущих координат. Фактическая траектория полёта отличалась от её индикации на навигационном дисплее.
Затем диспетчер дал указание о выполнении правого разворота на курс, обратный посадочному, не уточнив, относительно какого курса захода на посадку и снижении до 2100 метров. Данный самолёт имел «вилку» в положении РУД (при одинаковом положении рычагов тяга двигателей была различной) больше допустимой по РЛЭ и совершал полёты с этим дефектом в течение длительного времени. В процессе разворота произошло штатное отключение автомата тяги, когда разница в тяге двигателей стала больше 700 фунтов, а отклонение спойлера больше 2,5°. В дальнейшем РУД перемещались вручную вторым пилотом синхронно. Контроль за числом оборотов КНД двигателей экипажем не выполнялся, попыток выровнять обороты не было. Это создавало значительный кренящий и разворачивающий моменты на некоторых этапах полёта. После выхода на курс 30° экипаж приступил к снижению до высоты круга. В процессе снижения экипаж получил разрешение на выполнение третьего разворота по готовности и приступил к нему, когда самолёт находился на 750 метров выше высоты круга 600 метров. Из-за ошибки в индикации траектории полёта самолёт находился на 4,5 километров ближе к ВПП.
В процессе разворота экипаж выпустил шасси и закрылки на 15° и довыпустил их на 30°. Затем самолёт занял высоту круга. Кренящий момент влево из-за разнотяга двигателей и при неиспользовании экипажем руля направления для устранения разворачивающего момента превысил возможности автопилота для его парирования и самолёт начал крениться влево, но экипаж не заметил этого. Когда крен достиг 32°, второй пилот парировал его отклонением штурвала. Воздействием на штурвал он неосознанно перевёл автопилот в режим совмещённого управления по крену и тангажу и лайнер перешёл в набор высоты. Второй пилот, возможно непреднамеренно, использовал ручное триммирование стабилизатором, тем самым отключив автопилот. В дальнейшем экипаж не предпринимал никаких попыток включить его и управление осуществлялось в штурвальном режиме. По команде КВС увеличить скорость полёта второй пилот синхронно переместил РУД почти до взлётного режима. Рейс 821 набрал высоту 900 метров и продолжал набор, находясь существенно выше глиссады.

### Катастрофа
За 1,5 минуты до катастрофы (в 05:07) авиадиспетчер дал указание на разворот на курс 360° и снижение до высоты круга. Командир начал переговоры с диспетчером о возможности посадки без повторного захода и не выполнил команду даже после трёх её повторений. В это время он дважды вмешивался в управление, несоразмерным движением штурвала вправо создав крен 17° и 50°. После возврата в горизонтальный полёт самолёт вновь начал набор высоты с потерей скорости. Затем начал развиваться левый крен, однако в течение 25 секунд не было зафиксировано ни одного воздействия на органы управления, то есть фактически самолётом никто не управлял. При этом экипаж отрицал наличие проблем на борту.
Когда левый крен достиг 30°, а высота полёта 1200 метров, второй пилот попросил КВС взять управление на себя. Командир резким движением штурвала влево увеличил крен до 76°. Второй пилот среагировал на его действия возгласом: Наоборот, в другую сторону! и вывел самолёт из крена, но затем лайнер сделал «бочку» и вошёл в неуправляемое пикирование. В 05:09:25 рейс SU821 на скорости 467 км/ч врезался в землю на границе Индустриального и Свердловского районов Перми, возле конечной части улицы Советской Армии, напротив её пересечения с улицей Карпинского, в 200 метрах от ближайшего жилого дома. Лайнер полностью разрушился, все 88 человек на его борту погибли.
На 2024 год это крупнейшая катастрофа в истории самолёта Boeing 737-500.

### Повреждение железной дороги

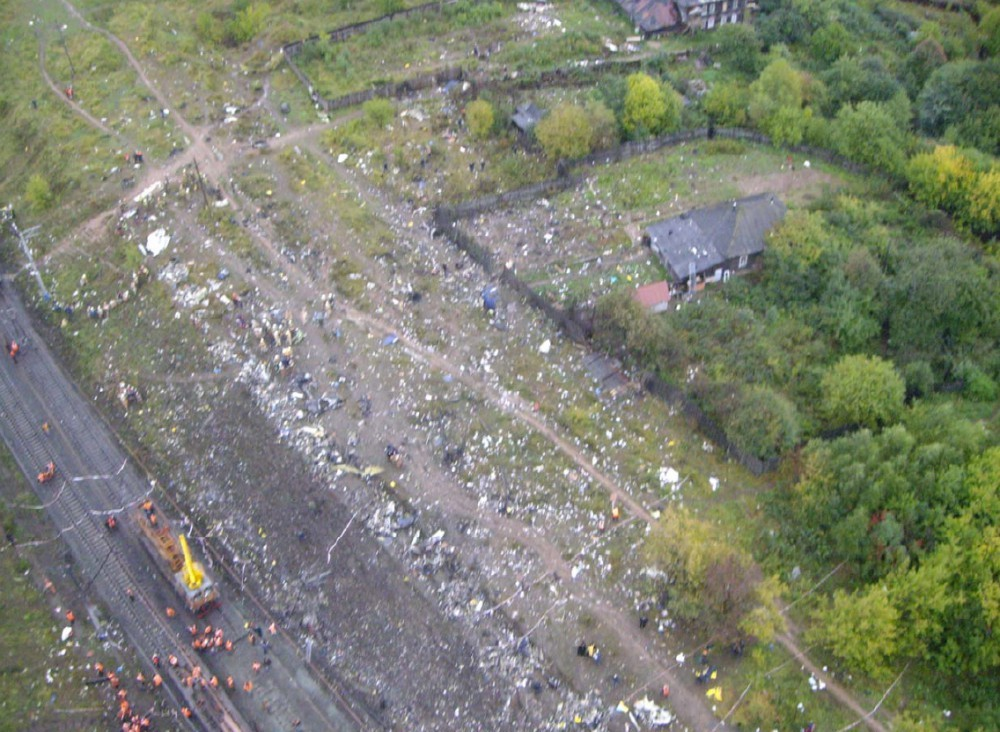
Место катастрофы

Лайнер рухнул на двухпутный перегон Пермь II—Бахаревка Свердловской железной дороги, в результате чего были частично разрушены около 100 метров верхнего строения пути и около 500 метров контактной сети. Также было повреждено около 400 метров магистрального волоконно-оптического кабеля ЕМЦСС РЖД и прервано нормальное сообщение поездов по Транссибирской магистрали.
В связи с поисковыми работами на месте катастрофы восстановление железнодорожного пути откладывалось. Удалось отремонтировать только волоконный кабель, восстановив связь РЖД до начала поисковых работ (за несколько первых часов). Движение поездов осуществлялось в объезд через станцию Чусовскую. Движение поездов было полностью восстановлено к 19:52.

## Реакция
День 15 сентября 2008 года был объявлен в Пермском крае днём траура. Погибшие были опознаны с помощью анализа ДНК.

## Расследование
Расследование причин катастрофы рейса SU821 проводил Межгосударственный авиационный комитет (МАК).
Также была создана правительственная комиссия, в которую вошли:
- Игорь Левитин, министр транспорта РФ, возглавивший комиссию.
- Евгений Бачурин, глава Росавиации.
- Александр Нерадько, глава Росаэронавигации.

К месту катастрофы выехали глава Следственного комитета при Прокуратуре Александр Бастрыкин, полномочный представитель Президента в Приволжском федеральном округе Григорий Рапота, главный судмедэксперт Минздравсоцразвития Российской Федерации Владимир Клевно.
30 октября 2008 года новый руководитель Федерального агентства воздушного транспорта (Росавиация) Геннадий Курзенков в ходе конференции «Безопасность авиатранспортного комплекса» заявил, что причинами катастрофы явились «отсутствие взаимодействия в экипаже и недостатки всей системы его подготовки к полётам».
10 февраля 2009 года МАК объявил о завершении расследования.

Непосредственной причиной авиационного происшествия явилась потеря пространственной ориентировки экипажем, в первую очередь КВС, осуществлявшим активное пилотирование самолёта на заключительном этапе полёта, что привело к перевороту самолёта через левое крыло, его вводу в интенсивное снижение и столкновению с землёй. Потеря пространственной ориентировки произошла при полёте ночью, в облаках, с отключёнными автопилотом и автоматом тяги. Фактором, способствовавшим потере пространственной ориентировки и неспособности к её восстановлению, явился недостаточный уровень профессиональной подготовки экипажа в части техники пилотирования воздушного судна, управления ресурсами и приобретения навыков по выводу из сложных пространственных положений самолёта с прямой индикацией авиагоризонтов, установленных на зарубежных и современных отечественных воздушных судах. Данная индикация отличается от индикации, применяемой на типах воздушных судов, освоенных членами экипажа ранее (Ту-134, Ан-2).
…Системной причиной данного авиационного происшествия, выявленной в том числе по результатам проверок, проведённых Ространснадзором и Росавиацией после авиационного происшествия, явился недостаточный уровень организации лётной и технической эксплуатации самолётов Boeing 737 в авиакомпании.
Недостатки в технической эксплуатации самолёта привели к выполнению в течение длительного времени полётов при наличии «вилки» в положении РУД больше максимально допустимой руководством по технической эксплуатации самолёта и невыполнению техническим персоналом предписываемых руководством по технической эксплуатации действий по устранению этого дефекта. Наличие «вилки» в положении РУД увеличило рабочую нагрузку на экипаж в процессе выполнения захода на посадку.
…По результатам судебно-медицинской экспертизы, выполненной в Государственном учреждении здравоохранения особого типа «Пермское областное бюро судебно-медицинской экспертизы», установлен факт наличия этилового алкоголя в организме КВС перед смертью. Режим труда и отдыха КВС в период, предшествующий авиационному происшествию, способствовал накоплению у него усталости и не соответствовал действующим нормативным документам.
— заключение МАК

### Расшифровка переговоров
Оба бортовых самописца разбившегося самолёта были переданы МАК для расшифровки и проведения расследования. Их лентопротяжные механизмы получили значительные повреждения, однако считывание записей обоих устройств удалось произвести. Несмотря на показания очевидцев, видевших самолёт якобы «горевшим», оба двигателя упавшего самолёта исправно работали до столкновения с землей, пожара и взрыва на борту лайнера не было.
Видеореконструкция катастрофы на YouTube
23 сентября в живом журнале hectop появилась неподтверждённая расшифровка переговоров диспетчера с экипажем. В дальнейшем она подтвердилась, за исключением ряда мелких неточностей. На основании данных записи с диспетчерского пункта и бортового самописца (последние были обнародованы только для видеореконструкции последних 5 минут 30 секунд), запись переговоров экипажа выглядит следующим образом:
Используемые сокращения
| Сокращение    | Расшифровка |
| ------------- | --- |
| КВС           | Командир воздушного судна — Родион Михайлович Медведев                                                          |
| 2П            | Второй пилот — Рустам Рафаилович Аллабердин                                                                     |
| ДП            | Диспетчер зоны Пермь-подход (частота 127,1 МГц)                                                                 |
| ДС            | Диспетчер стартового диспетчерского пункта аэропорта Большое Савино (частота 124,0 МГц) — Ирек Индусович Бикбов |
| LH3209        | Пилот самолёта Airbus A319 авиакомпании Lufthansa (рейс LH3209 Пермь—Нижний Новгород—Франкфурт-на-Майне)        |
| ИЛС           | Инструментальная система захода на посадку                                                                      |
| VOR/LOC       | Режим автопилота — выход на сигнал VOR или курсового радиомаяка (КРМ)                                           |
| Внешняя связь | Переговоры с диспетчером, или между диспетчером и другими бортами                                               |
| нрзб          | Неразборчивая речь                                                                                              |

Расшифровка переговоров
| Время (UTC) |        | |
| ----------- | ------ | --- |
| 22:49:30    | 2П     | Пермь-подход, доброй ночи, Аэрофлот 821! 5100, снижаюсь 4500. (Внешняя связь) |
| 22:49:35    | ДП     | Аэрофлот 821, Пермь-подход, доброй ночи! Пролёт Менделеево подтверждаю, снижайтесь 2700 по схеме Михаил Николай 4 Борис. (Внешняя связь)                                            |
| 22:49:43    | 2П     | 2700 по схеме… Менделеево 4 Альфа. (Внешняя связь) |
| 22:49:55    | ДП     | Аэрофлот 841, снижайтесь по схеме Менделеево 4 Борис! (Внешняя связь) |
| 22:50:00    | 2П     | 4 Борис, Аэрофлот 821. (Внешняя связь) |
| 22:50:37    | ДП     | Аэрофлот 821, рассчитывайте заход через привод. Для информации — на исполнительном борт на вылет, ветер был… не проходит с курсом 213… 12. (Внешняя связь)                          |
| 22:50:53    | КВС    | Аэрофлот 8-2-1, минутку! (Внешняя связь) |
| 22:50:57    | КВС    | Аэрофлот 8-2-1, по… подскажите, ветер какой у вас? (Внешняя связь) |
| 22:51:02    | ДП     | Аэрофлот 8-2-1, ветер 50 градусов, 6 метров. Попутный… 5,7. (Внешняя связь) |
| 22:51:09    | КВС    | Аэрофлот 8-2-1, у нас… (нрзб) позволяет заход. (Внешняя связь) |
| 22:51:14    | ДП     | Аэрофлот 8-2-1, понял. Я вам команду давал, что на исполнительном борт на вылет. Ему ветер не проходит, поэтому будет взлетать с курсом 032. (Внешняя связь)                        |
| 22:51:29    | КВС    | Аэрофлот 8-2-1, курс дайте!. (Внешняя связь) |
| 22:51:34    | ДП     | Аэрофлот 8-2-1, курс… на привод. (Внешняя связь) |
| 22:51:37    | КВС    | Аэрофлот 8-2-1, курс привод, понял. (Внешняя связь) |
| 22:54:06    | КВС    | Аэрофлот 8-2-1, борт взлетать собирается? (Внешняя связь) |
| 22:54:12    | ДП     | Аэрофлот 821, сию взлетает. (Внешняя связь) |
| 22:54:20    | КВС    | Аэрофлот 8-2-1, вас понял, по команде к 3-му, заход 2-1-2 готов… по давлению… 9-9-7! (Внешняя связь)                                                                                |
| 22:54:31    | ДП     | Аэрофлот 8-2-1, понял. Пока следуйте 2700, курс на привод. (Внешняя связь) |
| 22:54:35    | КВС    | 2700, курс привод, Аэрофлот 9…. (Внешняя связь) |
| 22:54:45    | LH3209 | Departure, good morning. Lufthansa 3-2-0-9, passing high three nine meters and climb to one thousand eight hundred meters. (Внешняя связь)                                          |
| 22:54:57    | ДП     | Lufthansa 3-2-0-9, Perm-Approach, good morning. You identified, climb to flight level one thousand eight hundred meters, via Mike November One departure. (Внешняя связь)           |
| 22:55:07    | LH3209 | Lufthansa 3209, via Mike November One departure and climb to one thousand eight hundred meters. (Внешняя связь)                                                                     |
| 22:55:24    | 2П     | Аэрофлот 821-й, 2700 занял. (Внешняя связь) |
| 22:55:29    | ДП     | Аэрофлот 821, понял, следуйте 2700. (Внешняя связь) |
| 22:55:32    | 2П     | Сохраняю 2700, 8-2-1. (Внешняя связь) |
| 22:56:02    | LH3209 | Lufthansa 3-2-0-9, reaching one thousand eight hundred meters. (Внешняя связь) |
| 22:56:07    | ДП     | Lufthansa 3-2-0-9, continue climb for flight level four thousand eight hundred meters. (Внешняя связь)                                                                              |
| 22:56:11    | LH3209 | Lufthansa 3-2-0-9, climbing now four thousand eight hundred meters. (Внешняя связь)                                                                                                 |
| 22:57:20    | ДП     | Аэрофлот 821, выполняйте правый разворот на курс, обратный посадочному, снижайтесь 2100. (Внешняя связь)                                                                            |
| 22:57:30    | 2П     | Аэрофлот 821, вправо на па… обратный посадочному, 2100. (Внешняя связь) |
| 22:58:00    | LH3209 | Lufthansa 3-2-0-9, reaching now flight level four thousand eight hundred meters. (Внешняя связь)                                                                                    |
| 22:58:06    | ДП     | Lufthansa 3209, continue climb to flight level five thousand four hundred meters. On a passing five thousand one hundred meters contact Perm-Control on 135,1. (Внешняя связь)      |
| 22:58:17    | LH3209 | Lufthansa 3209, climbing on flight level five thousand four hundred meters and on passing five thousand one hundred meters contact Perm-Control on 135,1, good bye! (Внешняя связь) |
| 22:58:33    | ДП     | Auf Wiedersehen! (Внешняя связь) |
| 23:01:14    | ДП     | Аэрофлот 821, снижайтесь 600, давление 9-9-7 гектопаскалей. (Внешняя связь) |
| 23:01:20    | КВС    | Аэрофлот 8-2-1, снижаюсь 600, 9-9-7 и… заход ИЛС. (Внешняя связь) |
| 23:01:27    | ДП     | Аэрофлот 8-2-1, понял, рассчитывайте заход ИЛС. (Внешняя связь) |
| 23:01:30    | КВС    | Аэрофлот… 8-2-1… рассчитываем. (Внешняя связь) |
| 23:03:00    | ДП     | Аэрофлот 821, за ноли ветер 50 градусов, 5 метров; попутный 4,8 метра в секунду. (Внешняя связь)                                                                                    |
| 23:03:07    | КВС    | Аэрофлот 8-2-1, Вас понял… Позволяет заход. (Внешняя связь) |
| 23:03:12    | ДП     | Аэрофлот 8-2-1, понял. (Внешняя связь) |
| 23:03:15    | КВС    | По Вашей команде готов… в район четвёртого. (Внешняя связь) |
| 23:03:18    | ДП     | Аэрофлот 8-2-1, радиальная 16, боковой 10. Вы снижаетесь? 1800 у меня показывает. (Внешняя связь)                                                                                   |
| 23:03:25    | КВС    | Аэрофлот 8-2-1, снижаюсь 600, понял. (Внешняя связь) |
| 23:03:53    | КВС    | Аэрофлот 8-2-1, разрешите вправо, на посадочный? (Внешняя связь) |
| 23:03:59    | ДП     | Аэрофлот 8-2-1, Вы давление 9-9-7 гектопаскалей установили? (Внешняя связь) |
| 23:04:03    | КВС    | Аэрофлот 9-9… sorry, э…, Аэрофлот 9-2-1, 9-9-7 установлено, снижаюсь 600 и вправо на посадочный. (Внешняя связь)                                                                    |
| 23:04:14    | ДП     | Аэрофлот 8-2-1, понял. Радиальная 20, боковой 10. Третий по готовности. (Внешняя связь)                                                                                             |
| 23:04:22    | КВС    | Аэрофлот 8-2-1, снижаюсь 600 и выполняю третий. (Внешняя связь) |
| 23:04:29    | ДП     | Аэрофлот 8-2-1, понял. (Внешняя связь) |
| 23:04:49    | КВС    | Короче, мы щас в эту точку, блядь, попадём и, короче, надо нахуй и gears down и всё… всю хуйню делать, блядь!                                                                       |
| 23:04:57    | 2П     | Gears down, flaps 15. |
| 23:05:06    | КВС    | 115, check. |
| 23:05:10    | 2П     | Блядь, скорость блядь, скорость лезет опять, (нрзб). |
| 23:05:14    | КВС    | 150, чё ты поставил? 150, вот всё (нрзб). |
| 23:05:19    | КВС    | Видишь, мы выше идём-то… |
| 23:05:28    | ДП     | Аэрофлот 8-2-1, каким курсом следуете? (Внешняя связь) |
| 23:05:30    | КВС    | Аэрофлот 8-2-1, с учётом ветра… подходим к четвёртому, курс 1-7-0. (Внешняя связь)                                                                                                  |
| 23:05:41    | ДП     | Аэрофлот 8-2-1, понял, до посадочного 6 километров, с этим курсом подойдёте на 10-й километр. (Внешняя связь)                                                                       |
| 23:05:47    | КВС    | Аэрофлот 8-2-1, понял. (Внешняя связь) |
| 23:05:51    | 2П     | Немножко туда её ставь, соответственно подвинуть надо. |
| 23:05:53    | КВС    | Влево отвернули. (Внешняя связь) |
| 23:05:58    | КВС    | Аэрофлот 8-2-1, э… механизация выпущена, заход обеспечим. (Внешняя связь) |
| 23:06:04    | 2П     | Flaps thirty! |
| 23:06:05    | ДП     | Аэрофлот 8-2-1, понял. Удаление 17, работайте со Стартом 124,0. (Внешняя связь) |
| 23:06:07    | 2П     | Flaps thirty! Flaps thirty! |
| 23:06:10    | КВС    | 24,0, Аэрофлот 8-2-1. (Внешняя связь) |
| 23:06:11    | КВС    | Что? |
| 23:06:12    | 2П     | Flaps thirty! |
| 23:06:14    | КВС    | А, всё, thirty, speed… делай всё вот это, блядь, давай… 24,0, да, он сказал? |
| 23:06:20    | 2П     | Да. |
| 23:06:26    | КВС    | Сам всё делай, давай! |
| 23:06:27    | 2П     | Что надо? |
| 23:06:32    | КВС    | Пермь-посадка, э… доброй ночи, Аэрофлот 8-2-1. Походим к 4-му, на 600 метров. (Внешняя связь)                                                                                       |
| 23:06:44    | ДС     | Аэрофлот 8-2-1, Пермь-Старт, доброе утро… Удаление 13,5; правее 3000. (Внешняя связь)                                                                                               |
| 23:06:52    | КВС    | Аэрофлот 8-2-1, э… подскажите метеоусловия на посадку? (Внешняя связь) |
| 23:06:57    | ДС     | Аэрофлот 8-2-1, видимость 10 километров, нижний край 240, дождь. (Внешняя связь) |
| 23:07:02    | КВС    | Аэрофлот 8-2-1, понял, спасибо. (Внешняя связь) |
| 23:07:06    | 2П     | Скорость. |
| 23:07:08    | GPWS   | Звуковая сигнализация «AUTOPILOT DISCONNECT», длительность 7 секунд |
| 23:07:10    | ДС     | Аэрофлот 8-2-1, удаление 13, подходите к глиссаде. (Внешняя связь) |
| 23:07:14    | КВС    | Аэрофлот 8-2-1. (Внешняя связь) |
| 23:07:18    | ДС     | Аэрофлот 8-2-1, подходите к курсу. (Внешняя связь) |
| 23:07:20    | КВС    | 8-2-1. (Внешняя связь) |
| 23:07:23    | 2П     | Блядь! |
| 23:07:24    | КВС    | VOR/LOC armed, VOR/LOC. |
| 23:07:27    | КВС    | Добавляй! |
| 23:07:34    | КВС    | Так, закрылки 30, какая скорость у нас должна быть-то, ёб твою мать? |
| 23:07:39    | 2П     | 140… 133. |
| 23:07:40    | ДС     | 8-2-1, по моим данным, набираете, сию высота 900, подтвердите. (Внешняя связь) |
| 23:07:45    | 2П     | Блядь! |
| 23:07:48    | КВС    | Аэрофлот 8-2-1, э-э… подтверждаю набор… снижаюсь. (Внешняя связь) |
| 23:07:55    | ДС     | Аэрофлот 8-2-1, выполняйте правый разворот… на курс 360, снижайтесь 600. (Внешняя связь)                                                                                            |
| 23:08:04    | КВС    | Курс 360, снижаюсь 600, Аэрофлот 8-2-1. (Внешняя связь) |
| 23:08:08    | КВС    | Да ты на вариометр посмотри, блядь! |
| 23:08:09    | ДС     | 8-2-1, рассчитывайте повторный заход, ИЛС 21 и векторение до четвёртого разворота рассчитывайте. (Внешняя связь)                                                                    |
| 23:08:10    | 2П     | Блядь, Родион! Блядь, где он? |
| 23:08:18    | КВС    | Аэрофлот 8-2-1, если вы не возражаете… продолжим заход. (Внешняя связь) |
| 23:08:19    | GPWS   | Звуковая сигнализация «BANK ANGLE!», длительность 4 секунды |
| 23:08:21    | 2П     | Э! Ты куда? Ты чё делаешь? |
| 23:08:26    | ДС     | 8-2-1, курс 360, снижайтесь 600! Рассчитывайте повторный заход. (Внешняя связь) |
| 23:08:35    | КВС    | Курс 360, снижаюсь 600, Аэрофлот 8-2-1. (Внешняя связь) |
| 23:08:37    | ДС     | 8-2-1, у Вас всё нормально в экипаже? (Внешняя связь) |
| 23:08:42    | КВС    | Аэрофлот 8-2-1, подтверждаю. (Внешняя связь) |
| 23:08:46    | ДС     | 8-2-1, понял, тогда строго выполняйте команды и рассчитывайте векторение до четвёртого разворота. Правый разворот на курс 360, снижайтесь 600. (Внешняя связь)                      |
| 23:08:52    | КВС    | Снижаюсь 600, курс 360, Аэрофлот 8-2-1. (Внешняя связь) |
| 23:08:53    | 2П     | Возьми, а! Возьми! Возьми! |
| 23:08:56    | КВС    | Да что «возьми», блядь, я ж тоже не могу! |
| 23:08:58    | GPWS   | Звуковая сигнализация «BANK ANGLE!», длительность 11 секунд |
| 23:09:00    | 2П     | Наоборот, в другую сторону! |
| 23:09:03    | 2П     | Ёб твою мать! |
| 23:09:05    | КВС    | Выпол… в… |
| 23:09:08    | 2П     | Ёбаный в рот! |
| 23:09:09    | КВС    | Ну-у?! |
| 23:09:10    | 2П     | Чего делаем-то, блядь? |
| 23:09:18    | ДС     | 8-2-1, работайте с Подходом 127,1. (Внешняя связь) |
| 23:09:20    | 2П     | Ёб твою мать! |
| 23:09:22    | КВС    | Пиздец! |
| 23:09:23    | GPWS   | Звуковая сигнализация «SINK RATE! PULL UP! WHOOP!…» |
| 23:09:24    | КВС    | (крик) (Внешняя связь). |
| 23:09:25    |        | Столкновение с деревьями и далее с землёй, конец записи бортовых самописцев |
| 23:09:32    | ДС     | 821, 600 сохраняйте. (Внешняя связь) |
| 23:09:39    | ДС     | Аэрофлот 8-21 — Пермь-старт! (Внешняя связь) |
| 23:09:44    | ДС     | Аэрофлот 8-21 — Пермь-старт! (Внешняя связь) |
| 23:09:51    | ДП     | Аэрофлот 821 — Пермь-подход! (Внешняя связь) |
| 23:09:57    | ДП     | Аэрофлот 821 — Пермь-подход! (Внешняя связь) |
| 23:10:05    | ДП     | Аэрофлот 21 — Пермь-подход! (Внешняя связь) |

### Окончательный отчёт расследования
Глава Росавиации Евгений Бачурин сообщил, что «самолёт был технически исправен: сертификат лётной годности выдан 23 мая 2008 года и должен был закончиться 22 мая 2009 года. Последний чек был пройден на внуковском авиаремонтном заводе № 400 7 сентября этого года».
Представители авиакомпании «Аэрофлот-Норд» сразу после катастрофы заявили, что экипаж самолёта был опытным, однако фактически с готовностью экипажа к ночному полёту были проблемы. Первый показатель у пилота сравним с годовым налётом одного самолёта, а второй не удовлетворяет европейской норме получения свидетельства линейного пилота, которая составляет 300 часов. Уровень их владения английским языком был недостаточен для пилотирования самолёта, имеющего техническую документацию только на английском. Анализируя действия пилотов, МАК сделал вывод об отсутствии у них базовых навыков полёта на многодвигательных самолётах с разнесёнными двигателями.
Оба пилота вышли из отпуска 11 сентября 2008 года и, не успев набрать лётную форму, были назначены на выполнение ночного рейса SU821. За 3 дня, предшествующих полёту, командир выполнил 6 рейсов (3 из них ночью) и был лишён полноценного отдыха.
2 февраля 2009 года эксперты обнаружили в мышечных тканях командира рейса 821 повышенное содержание алкоголя, что может говорить о нетрезвом состоянии пилота во время полёта. В отчёте МАК упоминается об SMS-сообщении, отправленном с борта самолёта одной из пассажирок своему знакомому в Великобритании: та писала, что очень напугана, поскольку голос командира звучит как голос «совершенно пьяного человека». Однако обнаруженная концентрация алкоголя в мышечной ткани пилота может быть вызвана посмертными процессами в тканях, поэтому официального вывода о нетрезвом состоянии КВС не сделано.
По данным расследования, командир постоянно путал эшелоны, частоты и свой позывной, что являлось следствием сочетания усталости и наличия алкоголя в крови. Активное пилотирование самолёта осуществлял второй пилот. Речь экипажа «изобиловала нецензурными выражениями с крайне резкими необоснованными отзывами в адрес бортпроводников и службы УВД аэропорта, а также пространными рассуждениями, не связанными напрямую с решением текущих задач, что не позволяло им в должной мере концентрировать внимание на решении неотложных задач по управлению воздушным судном».
Кроме того, МАК отметил, что авиадиспетчер изменил схему захода на посадку, чем мог дезориентировать экипаж и повысить уровень его психоэмоционального напряжения.
Окончательный отчёт расследования МАК был опубликован 29 мая 2009 года.

### Уголовное дело
В день катастрофы было возбуждено уголовное дело по статье 263 УК РФ. 15 марта 2010 года Следственный комитет РФ подтвердил, что закрыл уголовное дело с формулировкой «в связи со смертью подозреваемого». Следствие согласилось с выводами технической комиссии о вине командира воздушного судна Родиона Медведева, но уже в апреле того же года это решение было отменено и дело было направлено на дополнительное расследование с целью проверки действий должностных лиц, причастных к катастрофе.
В июле 2012 года уголовное дело было вновь прекращено в связи со смертью лица, подлежащего привлечению к уголовной ответственности. Кроме командира рейса 821 Родиона Медведева, погибшего в авиакатастрофе, следствие не выявило других виновных. В сентябре 2013 года стало известно, что уголовное дело было вновь открыто по требованию родственников погибших, однако в марте 2014 года Следственный комитет РФ сообщил, что дело вновь закрыто. Дополнительная экспертиза вновь подтвердила виновность в катастрофе КВС рейса 821 Родиона Медведева. Близкие родственники командира согласились с прекращением уголовного дела против него по нереабилитирующим основаниям в связи с его гибелью.

## Страховые выплаты
18 января 2011 года Пермским районным судом было утверждено мировое соглашение по иску родственников одной из погибших. Совокупная сумма выплат составила 6,5 млн рублей.
Страховая компания, обслуживающая авиакомпанию «Аэрофлот», выплатила семьям погибших до 2 000 000 рублей на человека. От государства семьи погибших получили 27 600 рублей компенсации.

## Последствия катастрофы
Авиакомпания «Аэрофлот» объявила, что отказывается от практики выполнения совместных рейсов с «Аэрофлот-Норд» и запрещает ей использовать для выполнения собственных рейсов парк «Аэрофлота». C 15 сентября 2008 года «Аэрофлот-Норд» не должен использовать бренд «Аэрофлот» в связи с отзывом авиакомпанией «Аэрофлот — российские авиалинии» своей торговой марки.
В тот момент представители авиакомпании, однако, заявили, что отказываются подчиниться этому решению. С 1 декабря 2009 года авиакомпания сменила название на «Нордавиа — региональные авиалинии». Фактически эксплуатация самолётов «Аэрофлот-Норд» (впоследствии «Нордавиа») на рейсах «Аэрофлота» продолжалась до продажи авиакомпании «Норильскому никелю» и переходу на зимнее расписание 2011/2012 годов. Выполнение рейсов «Нордавиа» в рамках код-шеринговых перевозок с «Аэрофлотом» продолжалось до 2014 года.
Кроме того, «Аэрофлот» направил комиссию для проверки технического состояния самолётов другой своей дочерней авиакомпании «Аэрофлот-Дон».
По итогам служебного расследования был уволен с занимаемой должности лётный директор «Нордавиа» Николай Холопов. Никто из руководителей авиакомпании не понёс наказания, так как следствием их вина в авиакатастрофе не была установлена.

## Культурные аспекты
- Катастрофа рейса 821 показана в 19 сезоне канадского документального телесериала Расследования авиакатастроф в серии Смертельные границы.
- Аналогичная катастрофа изображена в фильме «Полёт. Три дня после катастрофы», вышедшем в 2013 году. Но в фильме разбился самолёт Boeing 767, погибли 82 человека, но несколько человек выжили (в том числе один из пилотов)[значимость факта?].

### Комментарии
1. ↑  Под термином «вилка» понимается различная регулировка правого и левого двигателей, когда при одинаковом положении рычагов управления двигателями реализуется разная тяга и наоборот, при одинаковой тяге положение рычагов управления двигателями различно
2. ↑  Указания высоты полёта в метрах
3. ↑  Отдельная приводная радиостанция вблизи Менделеево
4. ↑  «Альфа», «Борис», «Михаил», «Николай» — буквенный шифр составного кода схемы захода на посадку на полосу № 21
5. ↑  Курс 212° (для взлёта на юго-запад с ВПП № 21 аэропорта Большое Савино)
6. ↑  Курс 032° (на северо-восток, в сторону города, с ВПП № 03 аэропорта Большое Савино)
7. ↑  Запрос у диспетчера векторения
8. ↑  В этот момент произошло отключение автопилота из-за неосознанных действий второго пилота
9. ↑  В этот момент резким движением штурвала второй пилот выводит самолёт из заложенного КВС правого крена в 76°
10. ↑  Через 3 секунды после этого самолёт накреняется влево, затем выполняет «бочку» и переходит в пикирование